# Język seluwasan
Język seluwasan (a. selvasa, selwasa) – język austronezyjski używany w prowincji Moluki w Indonezji, w grupie wysp Tanimbar. Według danych z 2005 roku posługuje się nim 3 tys. osób.
Jest używany w czterech wsiach na zachodnim wybrzeżu wyspy Yamdena (Wermatang, Batu Putih, Marantutul, Makatian). Dialekt wsi Makatian wykazuje znaczną odrębność i wśród lokalnej ludności uchodzi za osobny język.
Potencjalnie zagrożony wymarciem. Nie jest używany przez wszystkich członków społeczności.